# Клас Ольденбург
Клас Ольденбург (швед. Claes Oldenburg; 28  січня 1929, Стокгольм — 18 липня 2022, Нью-Йорк) — американський скульптор шведського походження, класик поп-арту.

## Життєпис
Клас Ольденбург народився у родині шведського дипломата в Стокгольмі. З 1936 року жив в США (а в 1953 році отримав американське громадянство. Переважно Клас Ольденберг жив у Нью-Йорку і Чикаго. У 1946—1950 роках навчався в  Єльському університеті. З 1950 до 1954 року навчався в Інституті мистецтв в Чикаго. У 1960-их роках Ольденбург брав участь у різного роду хепенінгах. Пізніше він став прихильником об'єктного мистецтва.
З 1977 року був одружений зі скульпторкою Кус'є ван Брюгген (1942—2009). З 1977 року виконував роботи у співавторстві з дружиною.

## Творчість
Клас Ольденбург
Для скульптора характерний прийом — скульптурне зображення невеликого і буденного предмета в гігантському масштабі. Зокрема, вхід в рекламне агентство в Лос-Анджелесі виконаний у вигляді гігантського чорного бінокля. У Мілані на площі перед залізничним вокзалом Кадорна в землю встромлена гігантська голка з червоно-жовто-зеленою ниткою. А на протилежному боці площі знаходиться інший кінець нитки, з вузликом. Відоме його творіння — «Колона-біта» в Чикаго, яка являє собою 30-метрову сталеву бейсбольну біту.

## Досягнення
- 1989 р. — Ольденбургу присуджена Премія Вольфа в області мистецтва
- 1995 р. — отримав Премію Рольфа Шоку
- 2000 р. — Національна медаль США в області мистецтв.

## Галерея

«Друк», Клівленд«Друк», Клівленд
«Голка» перед вокзалом в Мілані«Голка» перед вокзалом в Мілані
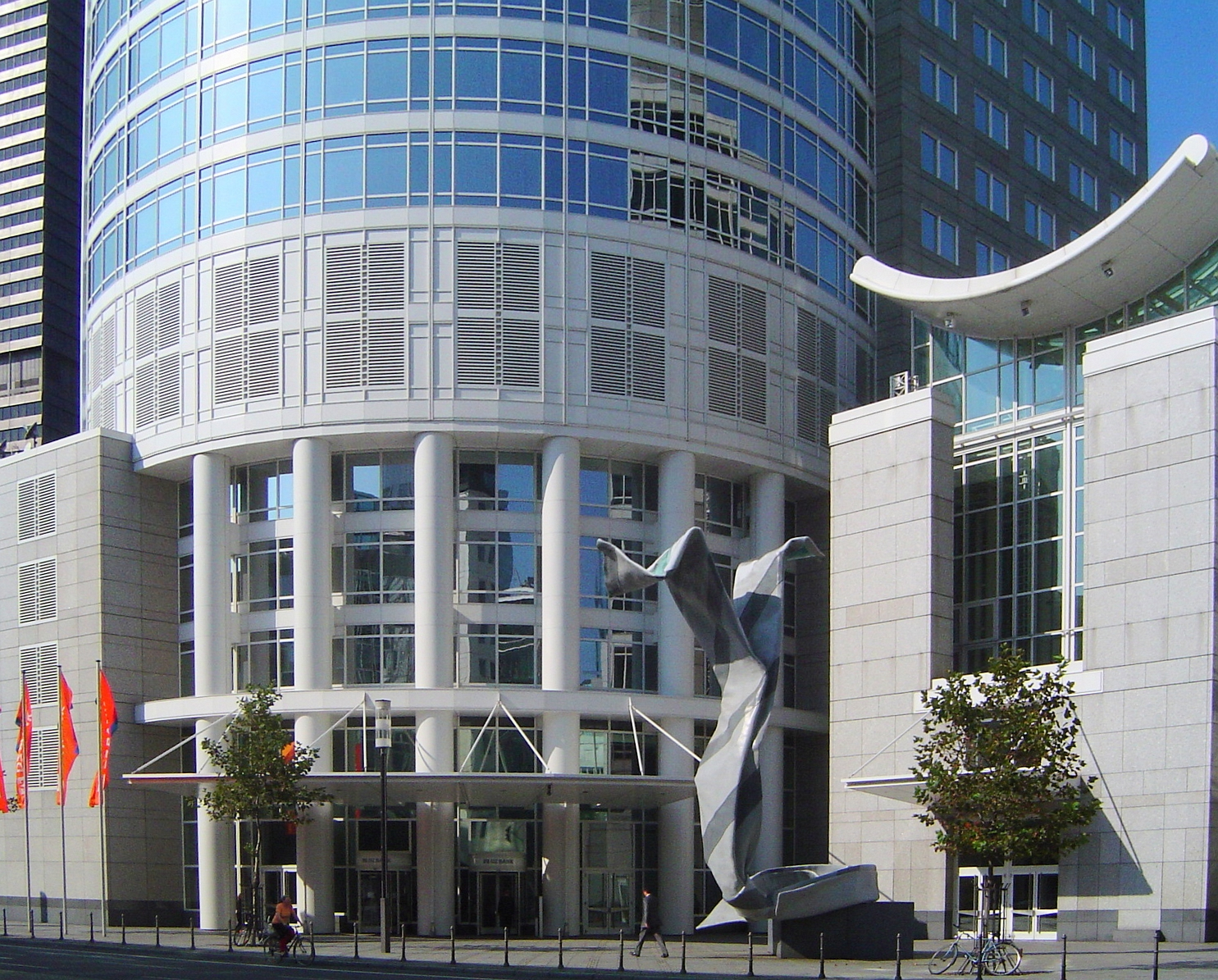
«Перевернутий воротничок і краватка»  у Франкфурті-на-Майні
«Колона-бита», Чикаго«Колона-бита», Чикаго